# تونی رولت
آنتونی پیتر رویلنس رولت (انگلیسی: Anthony Peter Roylance Rolt؛ زادهٔ ۱۶ اکتبر ۱۹۱۸ در بوردون، همپشر – درگذشتهٔ ۶ فوریهٔ ۲۰۰۸ در واریک، واریک‌شر) سرباز، مهندس، و رانندهٔ مسابقات اتومبیل‌رانی اهل انگلستان بود. او در سال ۱۹۵۳ برندهٔ مسابقات ۲۴ ساعته لمانز شد، و از سال ۱۹۵۰ تا ۱۹۵۵ در سه گراند پری از مسابقات جهانی فرمول یک شرکت کرد.